# Parti socialiste d'Indonésie (Parsi)
 (juin 2023).
Le Parti socialiste d'Indonésie abréger en Parsi  (en indonésien : Partai Sosialis Indonesia) était un parti politique en Indonésie. Il fut fondé lors d'une réunion à Jogjakarta le 13 novembre 1945. Le ministre de la Défense Amir Sjarifuddin était le président du parti. Le Parsi était en grande partie composé d'anciens collègues d'Amir Sjarifuddin de la lutte résistante en temps de guerre dans l'est de Java. Certains d'entre eux étaient originaires de Gerindo ("Mouvement du peuple indonésien"), un groupe de gauche, nationaliste et pro-Sukarno, actif avant la guerre. D'autres membres, comme Abdulmadjid, Moewaladi et Tamzil, qui avaient vécu aux Pays-Bas pendant la guerre et y avaient participé à la lutte de résistance antifasciste. L'objectif principal du Parsi était l'indépendance de l'Indonésie de la domination coloniale, qui devait être suivie par la construction d'une société socialiste.
En décembre 1945, lors d'un meeting à Cirebon, le parti fusionna avec le Parti populaire socialiste (Paras), formant le Parti socialiste avec Amir Sjarifuddin comme vice-président. Cependant, même après la fusion, les anciens groupes Parsi et Paras ont continué d'exister en tant que factions à l'intérieur du nouveau parti. De manière générale, les anciens membres du Parsi représentaient une ligne plus radicale et populiste. En août 1948, lorsque Sjahrir et ses partisans quittèrent le Parti socialiste, le parti publia une déclaration d'autocritique. La déclaration indiquait que si Parsi avait été fondé par des communistes clandestins, il n'avait pas pris la forme d'un parti communiste. Par ailleurs, le communiqué déplore la fusion avec les membres du Paras « de droite » et « réformistes ». En grande partie, les anciens membres du Parsi restèrent dans le Parti socialiste tandis que les anciens membres du Paras partirent avec Sjahrir. Il y avait cependant quelques exceptions notables, comme Wijono (qui avait été un militant du Parsi, mais qui a fini par être l'un des principaux dirigeants du parti de Sjahrir).